# 澳大利亞動物名錄
澳大利亞動物名錄（英語：Australian Faunal Directory，縮寫：AFD）是一個收錄澳大利亞動物分類元及資訊的線上物種名錄資料庫。
本計畫始於1980年代，為澳大利亞環境社區永續部所主導的計畫，承續及收錄了過去曾定期發行的「澳大利亞動物目錄」（Zoological Catalogue of Australia）資料，而該紙本型的目錄目前已為本資料庫所取代。該資料庫目前仍持續運作及更新，截至2022年4月28日為止，該網站已收錄了12,7218筆物種及亞種。

## 外部連結
- 官方网站